# Liste der Einträge im National Register of Historic Places im Poinsett County

Lage des Poinsett Countys in Arkansas

Die Liste der Einträge im National Register of Historic Places im Poinsett County in Arkansas führt die Bauwerke und historischen Stätten im Poinsett County auf, die in das National Register of Historic Places aufgenommen wurden.

## Legende
| NRHP | Historic Place    |
| HD   | Historic District |

## Aktuelle Einträge
| [ 2 ] | Name                                                      | Bild                                    | Eintragsdatum        | Lage | Ort         | Beschreibung                              |
| ----- | --------------------------------------------------------- | --------------------------------------- | -------------------- | --- | ----------- | ----------------------------------------- |
| 1     | Bacon Hotel                                               |                                         | 1995 ID-Nr. 95001437 | Homestead Road 35° 28′ 48″ N, 90° 44′ 5″ W | Whitehall   |                                           |
| 2     | Harrisburg Commercial Historic District                   | Harrisburg Commercial Historic District | 2009 ID-Nr. 09000736 | Abgegrenzt durch Jackson Street, Water Street, South Street und Gould Street 35° 33′ 47,9″ N, 90° 43′ 1,9″ W                                    | Harrisburg  |                                           |
| 3     | Highway A-7, Bridges Historic District                    |                                         | 2009 ID-Nr. 09000318 | Brücke des Old US 63 über einen Entwässerungsgraben 35° 30′ 58″ N, 90° 23′ 50″ W                                                                | Marked Tree | Teil der MPS Historic Bridges of Arkansas |
| 4     | Highway A-7, Ditch No. 6 Bridge                           |                                         | 2009 ID-Nr. 09000319 | Brücke der East Davis Street über einen Entwässerungsgraben 35° 28′ 55″ N, 90° 20′ 37″ W                                                        | Tyronza     |                                           |
| 5     | Highway A-7, Tyronza Segment                              |                                         | 2009 ID-Nr. 09000320 | Old US 64 zwischen Memphis Avenue und dem Tyronza River 35° 29′ 59,1″ N, 90° 22′ 14,4″ W                                                        | Tyronza     |                                           |
| 6     | Hubbard Rice Dryer                                        | Hubbard Rice Dryer                      | 2004 ID-Nr. 04001070 | 15015 Senteney Road 35° 40′ 4″ N, 90° 45′ 54″ W                                                                                                 | Weiner      |                                           |
| 7     | Judd Hill Cotton Gin                                      | Judd Hill Cotton Gin                    | 2005 ID-Nr. 05001080 | AR 214 östlich der Bridgewood Road 35° 36′ 12″ N, 90° 31′ 6″ W                                                                                  | Judd Hill   |                                           |
| 8     | Willie Lamb Post No. 26 American Legion Hut               |                                         | 2003 ID-Nr. 02001674 | 205 Alexander Street 35° 36′ 44″ N, 90° 19′ 52″ W                                                                                               | Lepanto     |                                           |
| 9     | Lepanto Commercial Historic District                      | Lepanto Commercial Historic District    | 2009 ID-Nr. 09000743 | Abgegrenzt durch Holmes Street, den Little River, die Dewey Street und die Alexander Avenue 35° 36′ 41,2″ N, 90° 19′ 49,6″ W                    | Lepanto     |                                           |
| 10    | Marked Tree Commercial Historic District                  |                                         | 2009 ID-Nr. 09000735 | Elm Street zwischen Liberty Street und Frisco Street sowie Frisco Street zwischen Elm Street und Nathan Street 35° 31′ 57,2″ N, 90° 25′ 18,6″ W | Marked Tree |                                           |
| 11    | Marked Tree Lock and Siphons                              |                                         | 1988 ID-Nr. 88000431 | Am St. Francis River 35° 35′ 10″ N, 90° 25′ 47″ W                                                                                               | Marked Tree |                                           |
| 12    | Maxie Theatre                                             | Maxie Theatre                           | 2011 ID-Nr. 10000933 | 136 AR 463 South 35° 40′ 14″ N, 90° 30′ 59″ W                                                                                                   | Trumann     |                                           |
| 13    | Modern News Building                                      |                                         | 1976 ID-Nr. 76000447 | 216 North Main Street 35° 33′ 50″ N, 90° 43′ 30″ W                                                                                              | Harrisburg  |                                           |
| 14    | Poinsett Community Club                                   |                                         | 1986 ID-Nr. 86002847 | Main Street und Poinsett Street 35° 40′ 18″ N, 90° 30′ 45″ W                                                                                    | Trumann     |                                           |
| 15    | Poinsett County Courthouse                                | Poinsett County Courthouse              | 1989 ID-Nr. 89001876 | Abgegrenzt durch Market Street, East Street, Court Street und Main Street 35° 33′ 47″ N, 90° 43′ 2″ W                                           | Harrisburg  |                                           |
| 16    | Poinsett Lumber and Manufacturing Company Manager's House |                                         | 2010 ID-Nr. 09001257 | 512 Poinsett Avenue 35° 40′ 28,5″ N, 90° 31′ 1″ W                                                                                               | Trumann     |                                           |
| 17    | Rivervale Inverted Siphons                                |                                         | 1991 ID-Nr. 91000339 | Südwestlich des AR 135 jenseits des Little River 35° 40′ 19″ N, 90° 20′ 21″ W                                                                   | Rivervale   |                                           |
| 18    | Tyronza Commercial Historic District                      | Tyronza Commercial Historic District    | 2010 ID-Nr. 09000896 | South Main Street, nördlich abgegrenzt durch den Old US 63 und südlich durch die Mullins Street 35° 29′ 27″ N, 90° 21′ 31″ W                    | Tyronza     |                                           |
| 19    | Tyronza Water Tower                                       | Tyronza Water Tower                     | 2007 ID-Nr. 07000963 | Nordwestlich der Kreuzung Main Street und Oliver Street 35° 29′ 24″ N, 90° 21′ 30″ W                                                            | Tyronza     |                                           |